# Folke Holmér
Folke Harald Holmér, född den 17 juli 1904 i Tegnaby, Kronobergs län, död den 3 juni 1987 i Maria Magdalena församling i Stockholm, var en svensk konsthistoriker och museiman.

## Biografi
Holmér blev filosofie licentiat 1933 vid Lunds universitet och tjänstgjorde som amanuens vid konstmuseet där 1928–1933. Efter att från 1934 ha arbetat för Riksförbundet för bildande konst var han verksam vid Nationalmuseum 1937–1950. Holmér var sedan intendent för Liljevalchs konsthall 1950–1969. Han har författat flera konstnärsmonografier, bland annat en över Hilding Linnqvist.